# Bumi Rejo (Pulau Rimau)
Bumi Rejo is een bestuurslaag in het regentschap Banyuasin van de provincie Zuid-Sumatra, Indonesië. Bumi Rejo telt 1324 inwoners (volkstelling 2010).